# Montigny-sur-Meuse
Montigny-sur-Meuse ist eine französische Gemeinde mit 77 Einwohnern (Stand: 1. Januar 2022) im Département Ardennes in der Region Grand Est (bis 2015 Champagne-Ardenne). Sie gehört zum Arrondissement Charleville-Mézières, zum Kanton Revin und zum Gemeindeverband Ardenne, Rives de Meuse.

## Geographie
Die Gemeinde liegt im 2011 gegründeten Regionalen Naturpark Ardennen. Die Maas bildet die östliche, die Grenze zu Belgien die westliche Gemeindegrenze. Umgeben wird Montigny-sur-Meuse von den Nachbargemeinden Haybes im Südosten, Fépin im Süden, Viroinval (Belgien) im Westen, Vireux-Molhain im Norden und Vireux-Wallerand im Osten.

## Bevölkerungsentwicklung
| Jahr                      | 1962 | 1968 | 1975 | 1982 | 1990 | 1999 | 2009 | 2018 |
| ------------------------- | ---- | ---- | ---- | ---- | ---- | ---- | ---- | ---- |
| Einwohner                 | 165  | 130  | 101  | 99   | 104  | 78   | 97   | 81   |
| Quelle: Cassini und INSEE |      |      |      |      |      |      |      |      |

## Sehenswürdigkeiten
- Kirche Saint-Lambert, errichtet im Jahr 1765, Monument historique seit 1993[1]

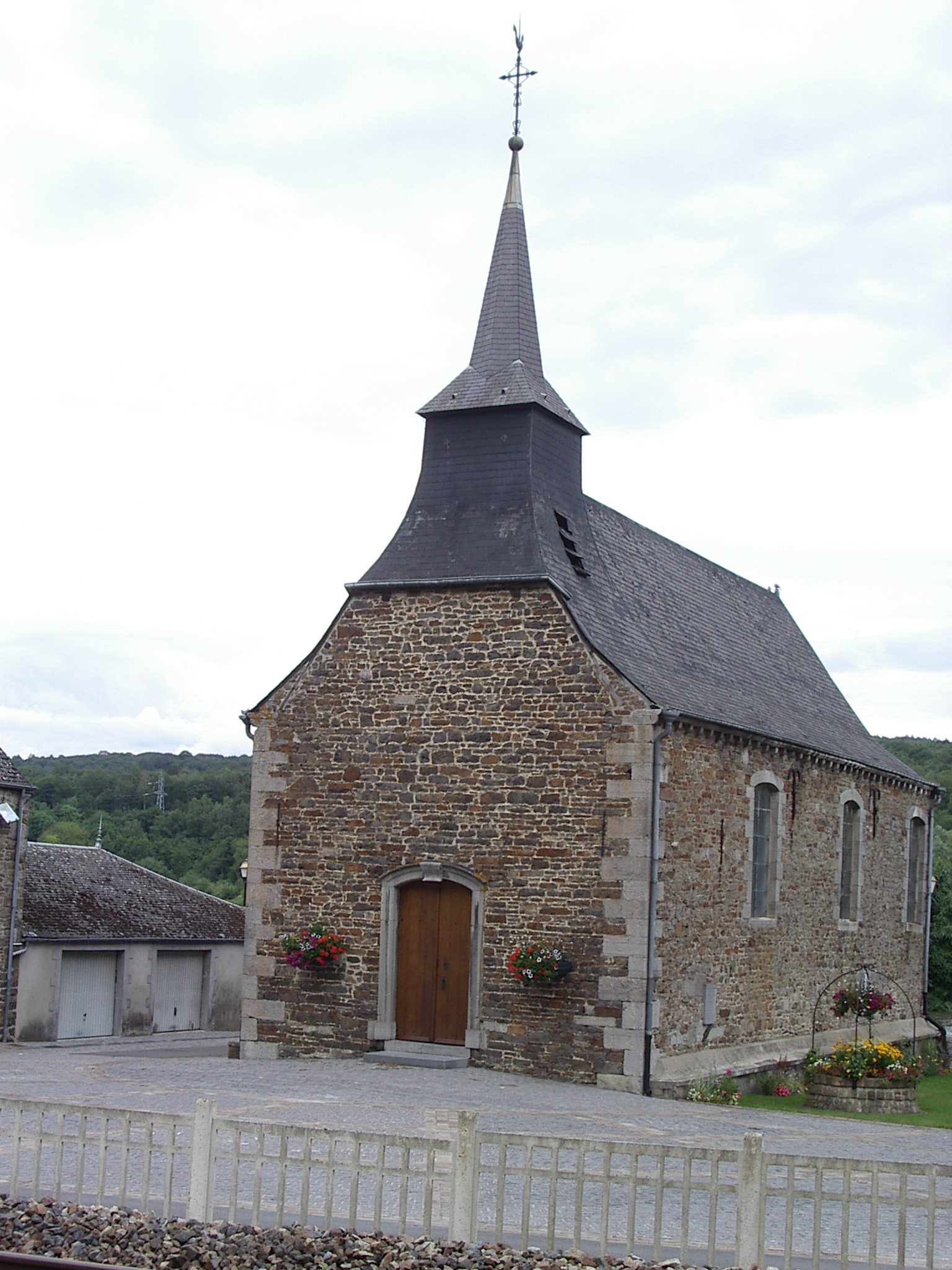
Kirche Saint-Lambert